# Sisyrbe rustica
Sisyrbe rustica är en spindelart som först beskrevs av Banks 1892.  Sisyrbe rustica ingår i släktet Sisyrbe och familjen täckvävarspindlar. Inga underarter finns listade i Catalogue of Life.